# Anseba SC
El Anseba S.C.  es un equipo de fútbol de Eritrea que juega en la Segunda División de Eritrea, la segunda liga de fútbol más importante del país.

## Historia
Fue fundado en la capital Asmara y su nombre se debe al río que pasa por la capital de Eritrea con el mismo nombre. Ha sido campeón de la Primera División de Eritrea en 1 ocasión.
A nivel internacional ha participado en 1 torneo continental, la Liga de Campeones de la CAF 2004, donde fue eliminado en la ronda preliminar.
Al año siguiente de ganar el título, descendió de categoría.

## Palmarés
- Primera División de Eritrea: 1

2003

## Participación en competiciones de la CAF
| Temporada | Torneo                      | Ronda      | Club   | Casa | Visita | Global |
| --------- | --------------------------- | ---------- | ------ | ---- | ------ | ------ |
| 2004      | Liga de Campeones de la CAF | Preliminar | APR FC | 2-4  | 1-7    | 3-11   |